# 死霊伝説
『死霊伝説』（しりょうでんせつ、原題：Salem's Lot）は、1979年制作のアメリカ合衆国のホラー映画。スティーヴン・キング原作のホラー小説「呪われた町」の映画化。トビー・フーパー監督。
アメリカではテレビ・ミニシリーズとしてCBSで放送されたが、日本では編集されて劇場用映画として公開された。後にWOWOWで完全版が放送された。

## キャスト
※括弧内は日本語吹替（初回放送1984年8月6日 TBS『劇映画』）
- ベン・ミアーズ：デヴィッド・ソウル（仲村秀生）
- リチャード・ストレイカー：ジェームズ・メイソン（大久保正信）
- スーザン・ノートン：ボニー・ベデリア
- マーク・ペトリー：ランス・カーウィン
- ジェイソン・バーク：リュー・エアーズ
- カリー・ソーヤー：ジョージ・ズンザ
- カート・バーロウ（英語版）：レジー・ナルダー
- ジューン・ペトリー：バーバラ・バブコック
- エヴァ・ミラー：マリー・ウィンザー
- ゴードン・フィリップス：エリシャ・クック・Jr
- ビル・ノートン：エド・フランダース
- マイク・ライヤーソン：ジェフリー・ルイス
- ラリー・クロケット：フレッド・ウィラード